# Tougher Than the Rest
"Tougher Than the Rest" je pjesma Brucea Springsteena s njegova albuma Tunnel of Love iz 1987. U nekim je zemljama objavljena kao treći singl, nakon "Brilliant Disguise" i naslovne pjesme, ali ne i u Sjedinjenim Državama. Zauzela je 8. mjesto švicarske ljestvice, a probila se i u top 20 u Ujedinjenom Kraljevstvu, Nizozemskoj i Austriji.

## Povijest
Kao i većina albuma Tunnel of Love, "Tougher Than the Rest" snimljena je u Springsteenovu kućnom studiju zvanom Thrill Hill East, između siječnja i svibnja 1987. s nekoliko članova E Street Banda. Na ovoj pjesmi, Springsteen je svirao nekoliko instrumenata, a pratili su ga Danny Federici na orguljama i Max Weinberg na perkusijama. Iako originalno nije napisana kao rockabilly pjesma, konačna verzija ima sporiji i metodičniji ritam.
Na albumu Tunnel of Love, "Tougher Than the Rest" je druga pjesma, nakon akustične "Ain't Got You", a predstavlja zvuk koji će dominirati ostatkom albuma. Zvuk sintesajzera je raslojen i melodičan, a bubnjevi ugođajni, teški i zlosutni. Springsteenov vokal također je zlosutan i hvalisav dok pjeva jednostavne, ali elegantne stihove o svojoj zaslijepljenosti.
Čini se kako pjevač ili žena kojoj pjeva ima negativna iskustva iz prethodnih veza. Pjevač shvaća da nije "zgodni Dan" ili "slatkorječivi Romeo" te priznaje da je imao vezu ili dvije ("been around a time or two"). Ne muči ga vjerojatnost da li je žena imala vezu ("been around too"). Iako pjevač zna kako ljubav zna biti prljava i surova, priznaje da je spreman za nju, ali inzistira da i žena mora biti jednako snažna i spremna preuzeti rizik. Pjesma je na neki način podsjetnik na Springsteenovu raniju pjesmu "Thunder Road", u kojoj pjevač želi odvesti ženu, čak i kad joj kaže "nemaš ljepote, ali si dobra". Ali za razliku od ranije pjesme, u ovoj je pjevačev cilj puno stvarniji - umjesto da traži bijeg sa ženom, ovdje samo želi zamoliti ženu za ples.
Kao i nekoliko drugih glazbenih spotova s albuma Tunnel of Love, uključujući "Brilliant Disguise", "Tunnel of Love" i "One Step Up", spot za "Tougher Than the Rest" režirao je Meiert Avis. Kasnije je objavljen na VHS i DVD izdanju Video Anthology / 1978-88.

## Povijest koncertnih izvedbi
"Tougher Than the Rest" bila je popularna na koncertnim nastupima. Od Tunnel of Love Exprees Toura koji je promovirao album do srpnja 2005. pjesma je izvedena 98 puta. Koncertna verzija pjesme, snimljena 27. travnja 1988. u Los Angeles Memorial Sports Areni objavljena je na EP-u Chimes of Freedom.

## Obrade
Emmylou Harris je snimila najuspješniju obradu pjesme. Snimili su je i Everything But the Girl, Greg Hawks, Chris LeDoux, The Mendoza Line i Travis Tritt. Cher je izvodila pjesmu tijekom Heart of Stone Toura 1990., a uključena je na DVD s turneje nazvan Live at the Mirage.

## Vanjske poveznice
- Stihovi "Tougher Than the Rest"  Arhivirana inačica izvorne stranice od 9. ožujka 2009. (Wayback Machine) na službenoj stranici Brucea Springsteena